# Jamario Moon
Va jugar a bàsquet universitari durant una temporada al Meridian Community College i va començar la seva carrera professional amb equips de la United States Basketball League i la NBA Development League, als Harlem Globetrotters i a l'equip de bàsquet mexicà Fuerza Regia, abans de vincular-se als Toronto Raptors el 2007. A partir de llavors, va jugar pels Miami Heat, Cleveland Cavaliers, Los Angeles Clippers i Charlotte Bobcats de l'NBA, a més  dels Los Angeles D-Fenders de la D-League de l'NBA.